# Olimpijski stadion u Münchenu
Olympiastadion (Olimpijski stadion) je stadion u Münchenu, Njemačka. Nalazi se u Olympiaparku München u sjevernom Münchenu, a sagrađen je za potrebe Olimpijskih igara 1972.
S kapacitetom od 80.000 sjedala, stadion je korišten i za mnoge nogometne utakmice uključujući i finale Svjetskog prvenstva u nogometu 1974., u kojem je Zapadna Njemačka pobijedila Nizozemsku, rezultatom 2:1. Finale Europskog prvenstva u nogometu 1988. je također igrano na münchenskom Olympiastadionu; u finalu su igrali Nizozemska i SSSR, završilo je 2:0 za Nizozemsku, a finale je upamćeno po voleju Marca van Bastena. U 2001. godini, na njemu je održana poznata utakmica Engleske, koje je s 5:1 pobijedila Njemačku u kvalifikacijama za Svjetsko nogometno prvenstvo 2002. Od finala Kupa/UEFA Lige prvaka, na Olympiastadionu München su odigrana finala 1979., 1993. i 1997. godine.
Stadion su koristili TSV 1860 München i FC Bayern München, sve do 2005. godine, kada je sagrađena Allianz Arena za potrebe SP-a u nogometu 2006. Danas, Olympiastadion München ima kapacitet od 69,250 sjedala.

## Povijest

### Dizajn
Stadion su dizajnirali njemački dizajner Günther Behnisch i inženjer Otto Frei, Olympiastadion je smatran revolucionarnim stadionom u to vrijeme. Uključivao je velike kroviće od artikličnog stakla pričvršćenog čeličnim kabelima, koji su tada prvi upotrebljeni u velikom razmjerima. Ideja je bila da se imitiraju Alpi i da se "ponove" Olimpijske igre 1936. iz Berlina, koje su se održavale za vrijeme Trećeg Reicha. Sklanjanje i prenošenje krovića je bio simbol nove, demokratske Njemačke. Službeni moto igara je bio: "die heiteren Spiele" (sretne igre).

### Gradnja
Stadion je sagrađen pod vodstvom Bilfingera Bergera, i završen do početka OI 1972.

### Nakon Olimpijskih igara
Nakon Olimpijskih igara 1972., stadion je postao domaći stadion momčadi FC Bayern Münchena i njihovih gradskih rivala, TSV 1860 Münchena, koji se preselio na Olympiastadion u 1990-ima. Ove su momčadi igrale na Olympiastadionu, sve do 2005., kada su se obadva kluba preselila na novu Allianz Arenu.
31. prosinca 2006., stadion je ušao u povijest kao prvi stadion domaćin "Tour de Ski", natjecanja u skijaškom trčanju. Individualna natjecanja su osvojili norvežanka Marit Bjørgen (žene) i švicarac Christoph Eigenmann (muškarci). Snijeg je napravljen tako što je topli zrak pomiješan sa smrznutom vodom, što stvara mrzli snijeg sličan onome na Alpama.
Od 23. do 24. srpnja 2007., stadion je bio domaćin Spar Europskog prvenstva 2007., godišnje atletsko natjecanje gdje se natječe 8 najboljih europskih atletskih zemalja.

## Poznati događaji

### Utakmice
- Finale Svjetskog nogometnog prvenstva 1974. između Zapadne Njemačke i Nizozemske (2:1).
- Finale Kupa prvaka 1979. između Nottingham Foresta i Malma FF (1:0).
- Finale Europskog nogometnog prvenstva 1988. između Nizozemske i SSSR-a (2:0).
- Povijesna utakmica između FC Bayern Münchena i Norwich Cityja, Kup UEFA, 1993. - jedna od najnapetijih utakmica u europskom nogometu (2:1, 3:2 ukupno pobjeda Norwich Cityja).
- Finale UEFA Lige prvaka 1993. između Olympique Marseillea i AC Milana (1:0).
- Finale UEFA Lige prvaka 1997. između Borussije Dortmund i Juventusa (3:1).
- Kvalifikacijska utakmica za Svjetsko nogometno prvenstvo 2002. između Njemačke i Engleske (1:5).
- Bundesligaška utakmica između FC Bayern Münchena i 1. FC Nürnberga, 14. svibnja 2005., zadnja utakmica na Olympiastadionu (6:3).

### Koncerti
Mnogi poznati konceri su održani na Olimpijskom stadionu u Münchenu, najpoznatiji su: U2, Madonna, Michael Jackson, Tina Turner, Celine Dion, AC/DC, Bon Jovi, Robbie Williams, Metallica, Red Hot Chili Peppers i The Rolling Stones.